# Automeris goodsoni
Automeris goodsoni är en fjärilsart som beskrevs av Lemaire 1966. Automeris goodsoni ingår i släktet Automeris och familjen påfågelsspinnare. Inga underarter finns listade i Catalogue of Life.